# Henry Ford
Henry Ford, ameriški industrialec, * 30. julij 1863, okraj Wayne (danes del kraja Dearborn), Michigan, ZDA, † 7. april 1947, Dearborn.
Znan je predvsem kot ustanovitelj podjetja Ford Motor Company in uvedbe tehnologije tekočega traku za množično proizvodnjo. Ključen del njegove vizije svetovne družbe je bilo potrošništvo, kar je želel doseči z vzpostavljanjem poceni množične proizvodnje dobrin ob hkratnih visokih plačah za delavce. Ta koncept danes po njem imenujemo »fordizem«. Rezultat njegovega prizadevanja za znižanje stroškov proizvodnje je bilo poleg uvedbe tekočega traku več tehnoloških in organizacijskih inovacij, med njimi sistem franšiz, prek katerih je obvladoval omrežje prodajaln po vsej Severni Ameriki in v večjih mestih na vseh drugih celinah. Podjetje je zaslovelo z avtomobilom Ford model T, ki je prišel na trg leta 1908 in predstavljal prelomnico v prometu ter industrijski proizvodnji nasploh, saj je bil prvi avtomobil, dostopen srednjemu sloju prebivalstva. Posledično je postal Henry Ford eden najbogatejših in najbolj znanih ljudi na svetu.

## Življenjepis

### Zgodnje življenje in kariera
Odraščal je na premožni družinski kmetiji v družini irskega porekla, vendar ga kmetijska opravila niso veselila. Bolj ga je zanimala tehnika, zato je pri šestnajstih odšel od doma v Detroit, kjer je tri leta delal kot strojniški vajenec. Po vrnitvi domov je kljub temu prevzel svoj delež kmečkih opravil, postal pa je tudi vešč upravljanja s premičnim parnim strojem, ki so ga imeli na kmetiji. Na račun izkušenj je kmalu dobil delo kot serviser parnih strojev pri podjetju Westinghouse. Leta 1888 se je poročil s Claro Alo Bryant, leta 1893 se jima je rodil sin Edsel.
Leta 1891 se je zaposlil kot inženir pri podjetju Edison Illuminating Company. V dveh letih je napredoval do položaja glavnega inženirja, kar mu je omogočilo, da je v prostem času pričel eksperimentirati z motorji z notranjim izgorevanjem. Kmalu je zgradil svoj prvi avtomobil, Ford Quadricycle, in ga postopoma izboljševal. Z Edisonovo podporo mu je leta 1898 sledil drugi. Ko je pridobil investitorja, je zapustil Edisonovo podjetje in ustanovil Detroit Automobile Company, ki pa zaradi težav s kakovostjo ni bilo uspešno in je propadlo v začetku leta 1901. Nato je zgradil nov avtomobil in z njim uspešno nastopil na nekaj dirkah, kar je prepričalo investitorje, da so z njim ustanovili novo podjetje, Henry Ford Company. Že naslednje leto je zaradi vodstvenega spora odšel in podjetje, ki je nosilo njegovo ime, je bilo preoblikovano v Cadillac Automobile Company.

### Začetek Ford Motor Company
Znova kot zasebnik je izdelal še en uspešen dirkalnik in spet pridobil investitorja, tokrat znanca Alexandra Y. Malcomsona, s katerim sta ustanovila družbo Ford & Malcomson, Ltd. Po nekaj začetnih težavah je bila ta družba preoblikovana v Ford Motor Company. Ford je aktivno iskal načine, kako poceniti proizvodnjo. Z dirkalnikom Ford Arrow je medtem postavil kopenski hitrostni rekord pri 147,05 km/h na razdalji ene milje in s pomočjo dirkača Barneyja Oldfielda razširil prepoznavnost svojega podjetja po vsej državi.
Oktobra 1908 je prišel na trg znameniti model T, za promocijo katerega je Henry Ford ustvaril obsežno oglaševalsko kampanjo ter omrežje predstavništev po vseh večjih mestih v ZDA. Zaradi izjemno nizke cene se je prodaja strmo vzpenjala in več let zapored presegla stoodstotno rast. Leta 1913 je Ford, ki je vseskozi iskal načine, kako poceniti proizvodnjo, v tovarni uvedel tekoči trak, kar je izjemno povečalo proizvodno kapaciteto in omogočilo nove pocenitve. Do leta 1916 je prodaja narasla na skoraj pol milijona letno in do leta 1918 je bila polovica vseh avtomobilov v ZDA modelov T. Uspeh mu je omogočil, da je v svojem podjetju pričel tudi v praksi udejanjati svoje zamisli o industrijski družbi. Leta 1914 je delavcem ponudil takrat razkošnih 5 dolarjev plače na dan, s čimer je pritegnil najbolj izučene delavce drugih podjetij in jih obdržal, hkrati pa so si taisti delavci lahko privoščili njegov izdelek in povečevali prodajo. Manj priljubljeno je bilo njegovo vtikanje v zasebnost zaposlenih z namenom odvračanja od pijančevanja, kvartopirstva in zanemarjanja družine, česar ni odobraval. Dolga leta je preprečeval tudi združevanje delavcev v sindikat.

### Prva svetovna vojna in obdobje po njej
Henry Ford je nasprotoval vstopu ZDA v prvo svetovno vojno, ki je bila po njegovem mnenju strašanska potrata in v direktnem nasprotju z njegovimi ideali razvoja svetovne družbe. Kljub temu je pričel tudi s proizvodnjo bojne mehanizacije, predvsem letalskih motorjev Liberty L-12 in protipodmorniških čolnov. V tem času je kandidiral za ameriškega senatorja, a ni bil izvoljen.
Leta 1918 je prepustil predsedniški položaj v podjetju svojemu sinu Edselu, a je obdržal ključne vzvode odločanja. Ustanovil je novo podjetje z imenom Henry Ford and Son, kar pa je bilo le zvijača da bi mu preostali lastniki prodali svoje deleže v matičnem podjetju. Bolj tradicionalno usmerjeni družabniki so mu namreč pogosto tudi po sodni poti preprečevali izvajanje tveganih poslovnih idej, kadar v njih niso videli neposredne koristi, zato je želel imeti popoln nadzor nad upravljanjem družbe. Načrt je deloval in s sinom sta postala izključna lastnika Ford Motor Company. Zaradi nezanesljivosti dobaviteljev je izvedel vertikalno integracijo proizvodnje do te mere, da postalo podjetje praktično samozadostno, vključno z lastno proizvodnjo surovin.
V 1920. letih je pričela zaradi konkurence in zastarelosti prodaja modela T naposled upadati, zaradi česar je bil primoran Ford razviti nov avtomobil. S sinom sta ustvarila model A, ki so jih v manj kot štirih letih izdelali štiri milijone, kasneje pa je Ford Motor Company po zgledu konkurence prevzel sistem letnega predstavljanja novih modelov. Proizvodnja modela T se je nadaljevala še do leta 1927 in ustavila pri rekordnih 15 milijonih primerkov, vodilni položaj v avtomobilski industriji pa je podjetje izgubilo.
V tem času je postal znan tudi po svojem antisemitizmu; časopis The Dearborn Independent, ki so ga strankam ponujala vsa Fordova predstavništva, je objavljal kritične članke z njegovim podpisom (čeprav avtorstvo ni jasno) in druge zapise, med njimi izmišljene Protokole sionskih modrecev. Jude je krivil za finančne mahinacije, kontrolo nad družbo in podpihovanje vojne, s čimer je pridobil občudovanje nacistov, ki so bili v vzponu v Nemčiji. Kot zgled ga je navedlo več vidnih osebnosti nacionalsocialističnega gibanja, med njimi Baldur von Schirach in Heinrich Himmler. Je tudi edini Američan, omenjen v Hitlerjevi knjigi Moj boj, kot »edini veliki mož, ki je ohranil neodvisnost od judovske kontrole«. V Nemčiji je imelo podjetje Ford do vstopa ZDA v drugo svetovno vojno tovarno, v kateri so prisilno delali tudi vojni ujetniki.

### Druga svetovna vojna in zadnja leta
Kljub Fordovemu nasprotovanju vojni je njegovo podjetje tudi med drugo svetovno vojno izdelovalo vojaško mehanizacijo, predvsem v ogromni tovarni Willow Run blizu Detroita, kjer je bil postavljen največji tekoči trak na svetu. V njej so proti koncu vojne mesečno proizvedli 650 bombnikov B-24 po licenci podjetja Consolidated.
V 1930. letih je Henry Ford doživel serijo kapi in tudi umsko je pričel pešati, tako da so velik del odločitev sprejemali v njegovem imenu drugi. Kljub temu je obdržal kontrolo, a je podjetje pričelo propadati. Po Edselovi prezgodnji smrti leta 1943 je Henry znova prevzel predsedniški položaj, vendar je zaradi nesposobnosti podjetje skoraj privedel do bankrota. Po čistki med člani izvršnega odbora, ki so načrtovali njegovo odstranitev, je vodstvo naposled prevzel njegov vnuk Henry Ford II. Henry Ford se je upokojil in umrl dve leti kasneje za možgansko krvavitvijo na svojem posestvu v Dearbornu.